# JDeveloper
JDeveloper é um ambiente de desenvolvimento integrado gratuito (desde 2005) da Oracle que oferece funcionalidades para o desenvolvimento em Java, XML, SQL e PL/SQL, HTML, JavaScript, BPEL e PHP. O JDeveloper cobre todo o ciclo de desenvolvimento desde a análise até a codificação, a manutenção, a otimização e a implantação.